# Methoxyacrylate

Zentrales Strukturelement der Methoxyacrylate

Methoxyacrylate (genauer β-Methoxyacrylate) sind eine Gruppe organischer Verbindungen, die insbesondere als Fungizide eingesetzt werden. Sie weisen eine Acrylsäureester-Einheit auf, die zusätzlich eine Methoxygruppe trägt. Es handelt sich also auch um Enolether.

## Struktur und Wirkung
Die Stoffgruppe der Methoxyacrylate leitet sich von den Strobilurinen ab. Die Strobilurine enthalten eine Dien-Einheit, durch die sie nur eine geringe Photostabilität aufweisen. In den synthetischen Analoga ist sie daher gegen andere Struktureinheiten, meist aromatische Ringe, ausgetauscht. Die Methoxyacrylate hemmen die Cytochrom-c-Oxidase, wodurch der Elektronentransport und damit die Atmungskette in den Mitochondrien der Pilze blockiert wird. Konkret binden die Wirkstoffe an die Bindungsstelle zur Oxidation von Ubihydrochinon. Die Unterbrechung der Atmungskette verhindert die Biosynthese von ATP, führt zu Energieunterversorgung und damit zum Tod der Pilze. Die Methoxyacrylat-Einheit ist essentiell für die Wirkung, woher der Name der Wirkstoffgruppe rührt.

## Vertreter und Verwendung

Struktur von Azoxystrobin

Bekannte Vertretern der Methoxyacrylate sind Azoxystrobin und Picoxystrobin. Im weiteren Sinne werden auch Verbindungen dazugezählt, die gar keine Methoxyacrylat-Einheit tragen wie das Kresoxim-methyl. Dieses verfügt stattdessen über eine Oximether-Einheit, die jedoch isoster zu der Enolether-Einheit ist, sodass die Verbindung eine analoge Wirkung hat. Azoxystrobin war 1996 die erste zugelassene Verbindung der Gruppe, inzwischen werden mehr als zehn Verbindungen kommerziell genutzt. Weitere Vertreter neben den schon genannten sind Pyraclostrobin, Trifloxystrobin, Fluoxastrobin, Enoxastrobin, Metominostrobin, Coumoxystrobin, Dimoxystrobin, Fluacrypyrim, Orysastrobin.
Methoxyacrylate werden als landwirtschaftliche Fungizide verwendet. Vorteilhaft ist die starke Giftwirkung gegen viele Pilze bei gleichzeitig geringer Toxizität gegen Säugetiere, was sie zu einer sehr wichtigen Wirkstoffklasse macht. Die Methoxyacrylate haben im Bereich Agrarfungizide eine enorme Bedeutung und einen großen Marktanteil. 1999 machte die Wirkstoffgruppe mit einem Verkaufswert von 620 Millionen US-Dollar über 10 % des Fungizidmarkts aus, wobei Azoxystrobin mit etwa 415 Millionen Dollar das meistverkaufte Fungizid war. Auch 2016 waren Methoxyacrylate mit Abstand die wichtigste Fungizidgruppe, wobei die drei wichtigsten Fungizide nach Verkaufswert Azoxystrobin, Pyraclostrobin und Trifloxystrobin alle zu dieser Wirkstoffgruppe gehören.